# Station Rødkærsbro
Station Rødkærsbro is een station in Rødkærsbro, Denemarken en ligt aan de lijn Langå - Struer. Voorheen lag het ook aan de lijn Rødkærsbro - Silkeborg. Het oorspronkelijke stationsgebouw is nog aanwezig maar wordt niet meer gebruikt.